# Petr Hanzlík
Petr Hanzlík (* 30. dubna 1968 Brandýs nad Labem) je český jazzový a swingový zpěvák, skladatel, aranžér a kapelník. V roce 1990 stál u zrodu pánského vokálního kvarteta The Swings. Od roku 2006 je členem Přítomnosti – Sdružení pro soudobou hudbu.

## Umělecká činnost

### Zpěv
Petr Hanzlík zpívá především se svým DayDream Bandem a s vokálním kvartetem The Swings a s některými dalšími hudebními tělesy (X-tet Víta Fialy, Bohemia Big Band a dříve též s Ondřejem Havelkou a jeho Melody Makers, Sestrami Havelkovými atd.)
V roce 2003 nazpíval ústřední melodii k filmu Želary (rež. Ondřej Trojan).

### Aranže
P. Hanzlík je hlavním aranžérem swingových písní pro čtyřhlas (pro The Swings)

### Vlastní tvorba
Petr Hanzlík se zabývá také vlastní tvorbou v oblasti tzv. „vážné hudby“ - převážně komorní - nejčastěji vokálně instrumentálními kompozicemi a sborovými skladbami. Ve své tvorbě čerpá především z baroka a jazzu.
- Hudba k celovečernímu českému filmu Swingtime (rež. J. Polišenský)
- Trio pro hoboj, klarinet a fagot
- Čtyři písně na texty anglického básníka Williama Blakea pro mezzosoprán, violu a klavír
- Missa prima pro smíšený sbor, sóla a varhany
- Stabat Mater pro soprán, mezzosoprán, sólové housle a trochu varhan
- Cyklus Píseň písní pro smíšený sbor a capella
- Ave Maria pro smíšený sbor a capella
- Čtyři smíšené sbory na úryvky žalmických textů
- Úprava tradičních českých a moravských vánočních koled

### Divadlo
Také se podílí na dramaturgii činoherních kusů:
- Divotvorný hrnec (Finian’s Rainbow) - Burton Lane, E. Y. Harburg, V + W / Městské divadlo Most, režie Roman Štolpa, premiéra 31.3.2001
- Kdyby tisíc klarinetů - Jiří Suchý, Jiří Šlitr, Karel Hoffmann / Městské divadlo Most, Jan Klár, premiéra 28.9.2001
- Nejkrásnější válka - Vladimír Renčín, Jindřich Brabec / Městské divadlo Most, režie Roman Štolpa, premiéra 5.4.2002
- Hvězdný prach aneb Vzpomínky na roky samoty - Jan Drbohlav, Roman Štolpa / Městské divadlo Most, režie Roman Štolpa, premiéra 31.1.2003
- Sugar aneb Někdo to rád horké - Jule Styne, Peter Stone, Bob Merrill / Východočeské divadlo Pardubice, režie Roman Štolpa, premiéra 5.4.2003
- Můj přítel Harvey - Mary Chase, Martin Fahrner, Petr Hanzlík / Městské divadlo Mladá Boleslav, režie Roman Štolpa, premiéra 34.2.2005
- Donaha! (The Full Monty) - Terrence McNally, David Yazbek / Východočeské divadlo Pardubice, režie Roman Štolpa, premiéra 21.5.2005